# Плавун північний
Північний плавун (Berardius bairdi) — кит з роду плавунів родини дзьоборилих, досягає довжини тіла самок до 12,5 метрів, у самців до 11 метрів. Маса північного плавуна 8-10 тон.

## Опис
Для північних плавунів характерна невелика голова високим округлим чолом. Напівмісячне дихало ріжками звернене назад. Мають сильно витягнутий циліндричний дзьоб. Верхня щелепа в області дзьоба трохи вужча і коротша нижньої, на якій розташовані дві пари сильно сплощених (лише в молодих особин — конічних) зубів. Зуби трикутної форми. Масивні зуби першої пари шириною до 85 міліметрів так зсунуті вперед, що при закритій пащі стирчать назовні. Прорізаються вони лише в з настанням статевої зрілості і зношуються з вершини, обростаючи іноді морськими вусоногими раками конходермами. Зуби другої пари, шириною вдвічі менші ніж в першій, в більшості тварин не прорізаються. Забарвлення тіла темно-буре, і тільки знизу дещо світліше донизу, іноді з білими мітками на чолі, у пупка та в інших місцях.

## Ареал
Живуть північні плавуни у північній частині Тихого океану від мису Наварин, півострова Аляски й Британської Колумбії до широти Південної Японії й Каліфорнії. Найбільше ловляться в Японії біля півострова Босо. Чи є вони в тропіках — не встановлено. Міграції, певно, регулярні, хоча деякі з мігрантів можуть зимувати в північних частинах ареалу біля Командорських і Курильські островів.

## Екологія
Головна їжа плавунів — головоногі молюски, а також придонна риба (скати та їх ікра, морські їжаки, подонеми, тріскові), краби та великі морські раки.
Більшість північних плавунів спаровується в лютому, а їх дитинчата їхдовжиною 4, 5—4, 8 метрів народжуються в грудні. Поодинці зустрічаються рідше, ніж у змішаних групах від 2-10 до 40 голів. Ці групи дружно пірнають на 8-20 хвилин (дуже рідко до години й більше), на поверхні тримаються 3-4 хвилини й роблять 10-15 швидких фонтанів висотою 1-1, 5 м. Від північного плавуна можна одержати до 2,7 т неїстівного жиру. Промисел ведуть лише японці.